# Fresquera

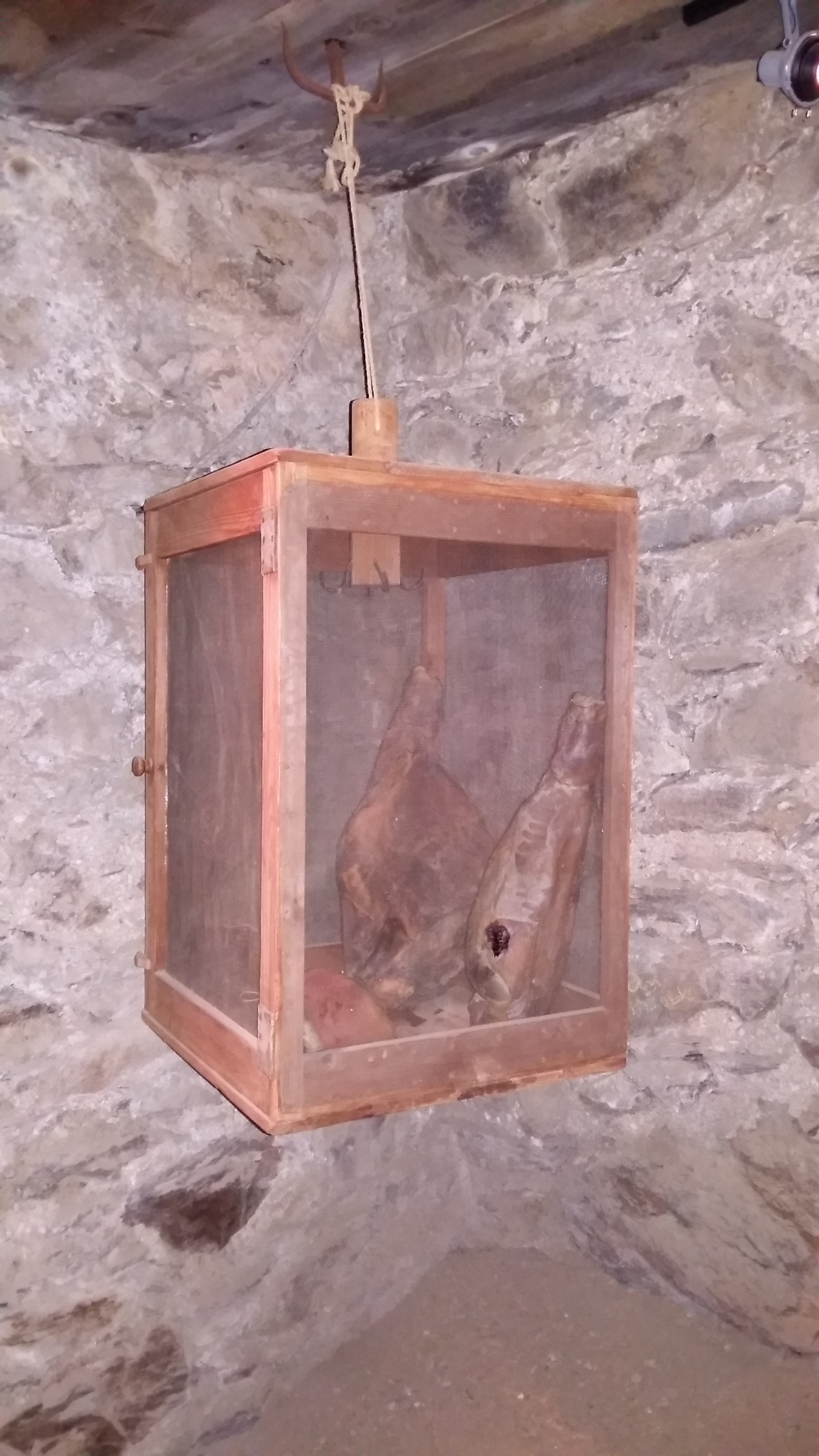
Fresquera a Casa Rull, Sispony, Andorra

Una fresquera és un moble o compartiment especialment dedicat a mantenir frescos els aliments i ajudar a la seva conservació. Era el sistema més comú de fer-ho abans de l'extensió de l'energia elèctrica i la popularització del frigorífic. Es diferencia del rebost, el qual té la mateixa comesa, en que aquest darrer és una estança o habitació de la pròpia casa.
D'estructura i mides variades, se’n podien distingir de diferents tipus:
- Compartiment exterior aïllat de la casa, habitualment elevat, aprofitant racons obacs propers. Tenien parets gruixudes per aïllar el màxim l'interior de la calor, i eren estanques a la pluja.
- Compartiments integrats a l'estructura de la casa però amb exposició a l'exterior.
- Compartiments integrats a l'estructura de la casa tipus armari.
- Armaris.
- Caixes portàtils.

Habitualment estaven recobertes per una malla metàl·lica densa que deixava entrar l'aire i protegia l'interior dels insectes i animals domèstics.
Els models interiors se situaven en les parts més fresques de les cases, aïllades de la llum, el més propers possibles a la cuina.